# Mansfeld-Südharz
Mansfeld-Südharz là một huyện ở Saxony-Anhalt, Đức. 

## Lịch sử
Huyện đã được thành lập thông qua việc sáp nhập các huyện Sangerhausen và Mansfelder Land trong cuộc cải tổ năm 2007

## Thị xã và đô thị
| Thị xã tự do                |
| --------------------------- |
| 1. Mansfeld 2. Sangerhausen |

| Verwaltungsgemeinschaften | Verwaltungsgemeinschaften | Verwaltungsgemeinschaften |
| --- | --- | --- |
| - 1. Allstedt-Kaltenborn 1. Allstedt1, 2 2. Beyernaumburg 3. Blankenheim 4. Emseloh 5. Holdenstedt 6. Katharinenrieth 7. Liedersdorf 8. Mittelhausen 9. Niederröblingen 10. Nienstedt 11. Pölsfeld 12. Sotterhausen 13. Winkel 14. Wolferstedt - 2. Gerbstedt 1. Augsdorf 2. Burgsdorf 3. Freist 4. Friedeburg 5. Friedeburgerhütte 6. Gerbstedt1, 2 7. Heiligenthal 8. Hübitz 9. Ihlewitz 10. Klostermansfeld 11. Rottelsdorf 12. Siersleben 13. Welfesholz 14. Zabenstedt - 3. Goldene Aue 1. Berga 2. Brücken-Hackpfüffel 3. Edersleben 4. Kelbra1, 2 5. Martinsrieth 6. Riethnordhausen 7. Tilleda 8. Wallhausen | - 4. Hettstedt 1. Hettstedt1, 2 2. Ritterode 3. Walbeck - 5. Lutherstadt Eisleben 1. Eisleben1, 2 2. Hedersleben - 6. Mansfelder Grund-Helbra 1. Ahlsdorf 2. Benndorf 3. Bornstedt 4. Helbra1 5. Hergisdorf 6. Wimmelburg - 7. Roßla-Südharz 1. Bennungen 2. Breitenstein 3. Breitungen 4. Dietersdorf 5. Drebsdorf 6. Hainrode 7. Hayn 8. Kleinleinungen 9. Questenberg 10. Roßla1 11. Rottleberode 12. Schwenda 13. Stolberg2 14. Uftrungen 15. Wickerode | - 8. Seegebiet Mansfelder Land 1. Amsdorf 2. Aseleben 3. Dederstedt 4. Erdeborn 5. Hornburg 6. Lüttchendorf 7. Neehausen 8. Röblingen am See1 9. Seeburg 10. Stedten 11. Wansleben am See - 9. Wipper-Eine 1. Alterode 2. Arnstedt 3. Bräunrode 4. Greifenhagen 5. Harkerode 6. Quenstedt1 7. Sandersleben2 8. Stangerode 9. Sylda 10. Ulzigerode 11. Welbsleben 12. Wiederstedt |
| 1thủ phủ của Verwaltungsgemeinschaft; 2thị xã | | |